# الینت انرژی
الینت انرژی (انگلیسی: Alliant Energy) شرکت برق آمریکایی است، که در سال ۱۹۸۱ تأسیس شد.